# Michael Glatze
Michael Glatze (* 1975 in Olympia, Washington, USA) ist ein ehemaliger Mitbegründer des Magazins Young Gay America und Aktivist von Homosexuellen-Rechten.
Während sich Michael Glatzes Mutter zum Christentum bekannte, war sein Vater Agnostiker. Glatzes Vater starb, als der Sohn dreizehn Jahre alt war, seine Mutter in seinem zwanzigsten Lebensjahr. Glatze studierte am Dartmouth College (englische Literatur, Kunst und Musik) und erwarb den Grad eines Bachelors.
Als Glatze für das XY Magazine in San Francisco arbeitete, traf er auf Benjie Nycuma, der anschließend für zehn Jahre sein Partner wurde. Er gründete seine eigene Zeitschrift Young Gay America. Glatze und Nycuma sind auch Co-Autoren des XY Survival Guide (2000).
Ab 2005 führten mehrere Jahre intensiver Selbstreflexion zu einer Bekehrung zum Christentum und einer radikalen Einstellungsänderung zur Homosexualität, die er seitdem als schädlich und sündhaft ablehnt. Er verfasste darüber einen Artikel für WorldNetDaily.
Seine Stellungnahmen erscheinen inzwischen eher auf konservativen Informationsforen. Er schrieb jedoch auch in Blogs, die sich unmittelbar an Homosexuelle richteten. Er wurde vom Nachrichtenportal CNN eingeladen, seine Lebensgeschichte zu erläutern, nahm das Angebot jedoch nicht an. Inzwischen wird er von seinen ehemaligen Kollegen fundamental kritisiert.
Glatze lebt in Colorado und ist seit Mai 2013 verheiratet mit seiner Frau Rebekah.